# Église Saint-Martin d'Étiolles
L'église Saint-Martin d'Étiolles est une église paroissiale catholique, dédiée à saint Martin, située dans la commune française d'Étiolles et le département de l'Essonne.

## Historique
Le premier édifice attesté est daté du Xe siècle et fait l'objet d'une reconstruction en style roman au XIIe siècle.
L'église est agrandie au XVIIe siècle. La nef et le bas-côté sont édifiés sur l'emplacement d'un cimetière.
L'église, antérieurement dédiée à la Trinité, est consacrée le 1er août 1610 aux saints Martin, Étienne et Laurent.
En 1870, l'église est dépouillée d'une de ses deux cloches afin de participer à l'effort de guerre pendant la guerre franco-allemande ; pour venir compléter "Louise-Elizabeth", cette cloche sera remplacée en 1972 seulement, par une cloche nommée "Rose", provenant du couvent du Saulchoir.
Depuis le 17 février 1950, l'église est inscrite partiellement aux monuments historiques : le clocher, trois travées du chœur et les bas-côtés.

## Description
À l’intérieur, plusieurs retables décorent l’église :
• Saint Vincent, patron des vignerons, et le baptême du Christ par Maillé de St Pris (XIXème).
• Balaam et son ânesse, datant du XVIIe siècle.
• St Pierre marchant sur les eaux, de Guido Reni.
• La rencontre du Christ et de Marie Madeleine offert par Napoléon III et l’Impératrice.
À l'entrée de l'église figurent de nombreuses peintures, de Saint Jean-Baptiste et de Sainte Geneviève notamment.
L'église contient également la dalle funéraire d'Adam Bazon, mort en 1324, baron d'Etiolles, ainsi que les dépouilles de certains membres de la famille Lenorman, et des fonts baptismaux ovoïdes du XIIIe siècle, retrouvés sous la chapelle Sainte Geneviève.